# Helsa
Helsa är en kommun och ort i Landkreis Kassel i Regierungsbezirk Kassel i förbundslandet Hessen i Tyskland.
Kommunen Helsa-Wickenrode bildades 1 december 1970 genom en sammanslagning av kommunerna Helsa och Wickenrode. Kommunerna Eschenstruth och St. Ottilien uppgick i Helsa-Wickenrode 1 augusti 1972 och bildade den nya kommunen Helsa.